# 무슈 드 파리
무슈 드 파리(프랑스어: Monsieur de Paris)는 프랑스의 사형집행인의 우두머리를 뜻하는 칭호. 프랑스의 사형집행인이 1명이 된 후부터는 사실상 사형집행인 자체를 뜻하는 칭호가 되었다.
무슈 드 파리는 파리에 사는 것이 직업상의 의무였기 때문에 전원이 파리에서 살았다.

## 역사
무슈 드 파리가 사임, 사망, 파면 등의 이유로 공석이 된 경우는 희망자중에서 법무성이 심사하여 차기 무슈 드 파리를 고르게 되어 있었다. 무슈 드 파리의 이름은 일반에 공개되도록 되어 있었지만 세대교체가 된 경우에는 다음 사형이 있을 때까지 발표되지 않는 것이 관례였다.
프랑스의 제도상 반드시 무슈 드 파리가 참석하지 않으면 사형을 집행할 수 없었다(상송 가의 시절에는 대리인이라도 괜찮았다). 그때문에 사형집행 당일에 무슈 드 파리 아나토르 데이브레르가 급사한 탓에 사형집행이 이틀 연기된 적도 있다. 그리고 루이 데이브레르는 사표를 냈을 때, 수일 후 사형집행이 예정되어 있었기 때문에 사표 수리가 미뤄지기도 했다.
무슈 드 파리는 1870년에 사형집행인이 프랑스 전 지역 중에서 한명이 된 후부터 1962년에 알제리가 독립할때까지는 알제리의 사형집행인이기도 했을터인데 실제로는 페르난도 메이소니나 등의 알제리의 사형집행인이 별도로 존재했다. 그때문에 엄밀히는 프랑스의 사형집행인은 1명인지 2명인지 법 제도상 애매한 상태가 되었다.
공식적인 제도상 알제리는 프랑스의 일부였으며 식민지도, 외국도 아니었기에 코론(프랑스계의 백인) 사형수도 무슈 드 파리의 관할이었지만 실제적인 집행은 알제리의 사형집행인이 하는 경우와, 프랑스 본토로 호송되어 무슈 드 파리가 집행하는 두 종류가 존재했다.덧붙여서 프랑스의 사형집행인의 집행 건수는 무슈 드 파리만이 집계되었다.
1981년의 사형제도 폐지에 따라 이 칭호도 폐지되었다.

## 역대 무슈 드 파리
년수는 정식으로 서임된 해를 기준으로 하고 있다.
샤를 장 바티스트 상송은 아버지의 급사에 의해 7세에 정식으로 취임하여 재임기간은 길지만 병으로 쓰러져 아들 샤를 앙리 상송이 15세때부터 대리로 참석하였기 때문에 재임기간과 실제 활동기간이 일치하지 않는다.
세습으로 이어지는 경우가 많았으며 1687년부터 1847년까지는 상송 가가 세습으로 이어갔고 근대에는 1879년부터 1981년까지 루이 데이브레르부터 마르셀 슈발리에까지는 전원이 데이브레르 가의 일가였다
- ????-1687 니콜라 르바슬
- 1687-1707 샤를 상송 드 롱발
- 1707-1726 샤를 상송
- 1726-1778 샤를 장 바티스트 상송
- 1778-1806 샤를 앙리 상송
- 1806-1830 앙리 상송
- 1830-1847 앙리 그레먼 상송
- 1847-1849 샤를 앙드레 피리
- 1849-1872 장 프랑소와 헤이든레이슈
- 1872-1879 니콜라 로슈
- 1879-1898 루이 데이브레르
- 1899-1939 아나톨 데이브레르
- 1939-1951 쥬르 앙리 데프르노
- 1951-1976 앙드레 오브레히트
- 1976-1981 마르셀 슈발리에
- 1981년 폐지

## 그 외
- 수입은 대부분 많지 않았고 별도로 부업을 하고 있었던 경우가 많았다고 한다.
- 무슈 드 파리가 처형기구로써 보유하는 단두대는 본인의 사유재산으로 인정되었다.
- 프랑스에서는 타국의 사형제도를 야유하는 표현으로써 「무슈 드（해당 국가의 수도명）」이라는 말을 쓰기도 했다. 하지만 일본의 사형집행이 프랑스 신문에 실렸을 때에는 궁성형무소에서 사형이 집행된 것으로부터 「무슈 드 미야기의 이름은 비공개」라고 쓰였다.

## 같이 보기
- 사형
- 전기의자
- 가스실
- 단두대
- 액사
- 독살형